# Шибайголова з гір
Шибайголова з гір (англ. The Madcap of the Hills) — американська короткометражна драма 1913 року з Ірвінгом Каммінгсом у головній ролі.

## Сюжет
Сестри Тесс і Нелл живуть із батьком у невеликому будиночку в горах. Філ Кері — альпініст, закоханий у Тесс, прагне здобути її прихильність. Кінгстон Форд — красивий незнайомець, який пішов у гори на полювання. Під час бурі в лісі він просить притулку в хатині. Тесс відразу віддає своє серце незнайомцю, який, не втрачаючи шансу пофліртувати, спокушає симпатичну дівчину, зізнаючись їй у коханні. Вона вважає, що його наміри чесні й нехтує Філом, своїм справжнім коханням. Але непостійного Кінгстона приваблює і старша сестра Нелл. Тож одного чудового дня, знайшовши її сплячу в альтанці, він грає роль принца: нахиляється та цілує її. У цей час на побачення в альтанку приходить Тесс — і її серце розбито. Філ, що прийшов слідом, теж розуміє усю ницість Кінгстона і кидається у бійку. Він намагається вбити Кінгстона з пістолета, але той обеззброює його. Впавши від поштовху, Філ вдаряється головою об камінь і непритомніє. Кінгстон, думаючи, що вбив його, втікає, а Нелл поспішає по допомогу до батька й шерифа. Разом вони повертають Філа до тями й вирушають на пошуки Кінгстона. Він переховується у Тесс, яка відмовляється видати його. Навпаки, давши йому батьків одяг, вона допомагає йому втекти. Витрушуючи Кінгстонів одяг, вона знаходить у кишені лист дівчини, яку той також звабив і покинув. Тесс вирішує назавжди покінчити з цим і йде до річки, аби знищити всі докази. Філ, думаючи, що дівчина пішла топитися, біжить за нею. Він зізнається їй у коханні, і Тесс, запевнивши його, що не збиралася накладати на себе руки, відповідає йому взаємністю.

## У ролях
- Вірджинія Вестбрук — Тесс;
- Ірвінг Каммінгс — Філ Кері, коханий Тесс;
- Алан Хейл — Кінгстон Форд;
- Клер Кралл — Нелл, сестра Тесс;
- Пол Скардон — батько Тесс і Нелл;